# Настоящая Джейн Остин (книга)
«Настоящая Джейн Остин» (англ. The Real Jane Austen: A Life in Small Things) —  биография Джейн Остин, написанная писательницей Паулой Бирн, впервые опубликованная в 2013 году. Книга не отражает её жизнь в хронологическом порядке; скорее её история рассказана вокруг событий или предметов из жизни Остин и является отправной точкой для описания известного английского автора.

## Сюжет
Её называли «несравненная Джейн», на её романах воспитывались и оттачивали литературный вкус английские барышни. Внешне жизнь Остин была бедна событиями, но она прожила сотни других жизней в своих книгах, где её героини смеялись, влюблялись, иронизировали и подшучивали над собой и любимыми, отчаивались и боролись за свою любовь до конца. Выйти замуж ей не довелось, но любовная история в её судьбе также имела место.

## Восприятие
Паула Бирн говорила, что идея использовать объекты в качестве организующей основы для биографии возникла после прочтения сцены в «Мэнсфилд-парке», когда главная героиня Фанни Прайс осматривает свою комнату, рассматривая каждый повседневный предмет и то, что он для неё значил.
Саймон Кэллоу в своей рецензии для The Guardian отмечает: «Бирн открывает историю Остин настойчивым романистским исследованием доказательств. Жизнь Остин, жизнь её семьи (только её мать, как ни странно, практически никак не охарактеризована), её отношение к своему времени оживают на экране, как сказал Вальтер Скотт о романах Остин, „законченных до натуры, с точностью, которая восхищает читателя“».
По мнению специалиста по импрессионизму и современному искусству Максвелла Картера (The New York Times), выдаваемые Бирн факты о биографии Остин не всегда правдоподобны, а некоторые детали кажутся излишними, но при этом «„Настоящая Джейн Остин“ превосходна в других отношениях».